# Gustaf Fröding-sällskapets lyrikpris
Gustaf Fröding-sällskapets lyrikpris är ett svenskt litteraturpris på 25 000 kronor (2011). Priset delades ut första gången 1990 och har sedan dess delats ut årligen, med undantag för åren 1993, 2002 och 2009 Då ingen utdelning kunde ske 2020 på grund av coronarestriktioner, delades 2020 års pris ut 2021.

## Pristagare
- 1990 – Lennart Sjögren
- 1991 – Tua Forsström
- 1992 – Bengt Anderberg
- 1993 – Ingen utdelning
- 1994 – Britt G. Hallqvist
- 1995 – Tomas Tranströmer
- 1996 – Eva Ström
- 1997 – Lars Forssell
- 1998 – Maria Wine
- 1999 – Arne Johnsson
- 2000 – Ylva Eggehorn
- 2001 – Bengt Berg
- 2002 – Ingen utdelning
- 2003 – Barbro Lindgren
- 2004 – Caj Lundgren
- 2005 – Agneta Pleijel
- 2006 – Bengt Emil Johnson
- 2007 – Kristina Lugn
- 2008 – Jesper Svenbro
- 2009 – Ingen utdelning
- 2010 – Lina Ekdahl
- 2011 – Emil Jensen
- 2012 – Eva-Stina Byggmästar
- 2013 – Göran Greider
- 2014 – Ida Börjel
- 2015 – Erik Bergqvist
- 2016 – Jila Mossaed
- 2017 – Ola Magnell
- 2018 – Helene Rådberg
- 2019 – Kristian Lundberg
- 2020 – Eva Runefelt (delades ut 2021)
- 2021 – Malte Persson
- 2022 – Ingela Strandberg
- 2023 – Jörgen Lind
- 2024 – Marie Lundquist[3]